# بوتنانگ
بوتنانگ (به آلمانی: Botnang) یک منطقهٔ مسکونی در آلمان است که در اشتوتگارت واقع شده‌است. بوتنانگ ۱۳٬۶۵۹ نفر جمعیت دارد.